# Tegenaria capolongoi
Tegenaria capolongoi is een spinnensoort in de taxonomische indeling van de trechterspinnen (Agelenidae).
Het dier behoort tot het geslacht Tegenaria. De wetenschappelijke naam van de soort werd voor het eerst geldig gepubliceerd in 1977 door Paolo Marcello Brignoli.